# Wiszogronowiec
Wiszogronowiec (Unonopsis R.E.Fr.) – rodzaj roślin z rodziny flaszowcowatych (Annonaceae Juss.). Według The Plant List w obrębie tego rodzaju znajduje się 48 gatunków o nazwach zweryfikowanych i zaakceptowanych, podczas gdy kolejne 3 taksony mają status gatunków niepewnych (niezweryfikowanych). Występuje naturalnie w klimacie tropikalnym obu Ameryk. Gatunkiem typowym jest U. angustifolia (Benth.) R.E.Fr.

## Morfologia
PokrójZimozielone drzewa lub krzewy.
LiścieNaprzemianległe, pojedyncze, całobrzegie.
KwiatyPromieniste, obupłciowe, niepozorne, zebrane w kwiatostany, rozwijają się w kątach pędów lub bezpośrednio na pniach i gałęziach (kaulifloria). Mają 3 małe, wolne działki kielicha, nienakładające się na siebie. Płatków jest 6, ułożonych w dwóch okółkach, wolne, nienakładające się na siebie, prawie takie same. Kwiaty mają 10–200 wolnych pręcików. Zalążnia jest górna, składająca się z 10–60 wolnych owocolistków, z których każdy zawiera jedną komorę z 6–8 bocznie ułożonymi zalążkami.
OwocePojedyncze, siedzące lub osadzone na szypułkach.

## Systematyka
Pozycja według APweb (aktualizowany system APG III z 2009)
Rodzaj wraz z całą rodziną flaszowcowatych w ramach rzędu magnoliowców wchodzi w skład jednej ze starszych linii rozwojowych okrytonasiennych określanych jako klad magnoliowych.
Lista gatunków
| - Unonopsis asterantha Maas & Westra - Unonopsis aurantiaca Maas & Westra - Unonopsis aviceps Maas - Unonopsis bahiensis Maas & Orava - Unonopsis bauxitae Maas, Westra & Mello-Silva - Unonopsis bullata Maas & G.E. Schatz - Unonopsis cauliflora Maas & Westra - Unonopsis colombiana Maas & Westra - Unonopsis costanensis Maas & Westra - Unonopsis costaricensis R.E. Fr. - Unonopsis darienensis Maas & Westra - Unonopsis duckei R.E. Fr. - Unonopsis elegantissima R.E. Fr. - Unonopsis esmeraldae Maas & Westra - Unonopsis floribunda Diels - Unonopsis glaucopetala R.E.Fr. - Unonopsis guatterioides (A.DC.) R.E.Fr. - Unonopsis hammelii G.E. Schatz & Maas - Unonopsis heterotricha Maas & Westra - Unonopsis longipes Maas & Westra - Unonopsis macrocarpa Maas & Setten - Unonopsis magnifolia R.E. Fr. - Unonopsis megalophylla Maas & Westra - Unonopsis megalosperma Maas & Westra | - Unonopsis mexicana Maas & Westra - Unonopsis monticola Maas & Westra - Unonopsis onychopetaloides Maas & Westra - Unonopsis osae Maas & Westra - Unonopsis pacifica R.E. Fr. - Unonopsis panamensis R.E. Fr. - Unonopsis penduliflora G.E. Schatz & Maas - Unonopsis perrottetii (A. DC.) R.E. Fr. - Unonopsis peruviana R.E. Fr. - Unonopsis pittieri Saff. - Unonopsis renatoi Maas & Westra - Unonopsis riedeliana R.E. Fr. - Unonopsis rufescens (Baill.) R.E. Fr. - Unonopsis sanctae-teresae Maas & Westra - Unonopsis sericea Maas & Westra - Unonopsis sessilicarpa Maas & Westra - Unonopsis silvatica R.E. Fr. - Unonopsis spectabilis Diels - Unonopsis stevensii G.E. Schatz - Unonopsis stipitata Diels - Unonopsis storkii Standl. & L.O.Williams - Unonopsis theobromifolia N. Zamora & Poveda - Unonopsis umbilicata (Dunal) R.E.Fr. - Unonopsis veneficiorum (Mart.) R.E. Fr. |

## Zastosowanie
W górnej Amazonii plemiona indiańskie stosują ekstrakt z gatunku U. veneficiorum do zatruwania strzał i dmuchawek. Substancja ta ma efekt podobny do kurary – paraliżuje ludzi oraz niektóre zwierzęta. Ponadto wyciąg z tego gatunku wiszogronowca służy jako środek antykoncepcyjny.